# Valrofièr
Valrofièr (en francès Valroufié) és un antic municipi francès, situat al departament de l'Òlt i a la regió d'Occitània.
El municipi tenia Valrofièr com a capital administrativa, i també comptava amb els agregats de la Garda, lo Barri, lo Puèg de la Garda, Constanç, Vernòli, Binac i Montcotèir.
El 2017 es va fusionar amb els municipis veïns de la Ròca dels Arcs i Corts per a formar el municipi de la Ròca, Valrofièr e Corts.

## Demografia
| 1962                                       | 1968 | 1975 | 1982 | 1990 | 1999 | 2007 |
| ------------------------------------------ | ---- | ---- | ---- | ---- | ---- | ---- |
| 131                                        | 137  | 168  | 310  | 365  | 351  | 414  |
| Des de 1962: població sense dobles comptes |      |      |      |      |      |      |

## Administració
| Període   | Identitat    | Partit |
| --------- | ------------ | ------ |
| 2001-2008 | Rémi Bru     |        |
| 2008-     | Raoul Bargue |        |